# Non hai scelta - Il coraggio di una madre
Non hai scelta - Il coraggio di una madre (Une chance de trop) è una miniserie televisiva francese del 2015 trasmessa dal 15 al 29 ottobre 2015 sul canale TF1.
La serie è tratta dall'omonimo romanzo No second chance dello scrittore statunitense Harlan Coben.
In Italia, la serie è stata interamente pubblicata l'8 aprile 2016 sul servizio a pagamento Infinity TV, mentre in chiaro è andata in onda dal 15 al 29 dicembre 2016 su Rete 4.

## Trama
Alice Lambert esce per andare a correre con il suo migliore amico Luigi. Prepara la bottiglia di sua figlia Tara, 6 mesi, poi due colpi... e questo è il buco nero. Va in coma per otto giorni e dopo il suo risveglio si immerge in una realtà da incubo: il marito Laurent è stato assassinato e la loro figlia è stata rapita. Manipolati da presunti rapitori sospettati dalla polizia, Alice non abbandona la sua ricerca. Lei sa, lei sente: la figlia è in attesa da qualche parte, ma dove? Per trovarla, chiede aiuto all'unica persona di cui si fida, Richard, il suo amore d'infanzia e poliziotto.

## Puntate
| nº | Titolo originale | Titolo italiano | Prima TV Francia | Prima TV Italia  |
| -- | ---------------- | --------------- | ---------------- | ---------------- |
| 1  | Épisode 1        | Puntata 1       | 15 ottobre 2015  | 15 dicembre 2016 |
| 2  | Épisode 2        | Puntata 2       | 15 ottobre 2015  | 15 dicembre 2016 |
| 3  | Épisode 3        | Puntata 3       | 22 ottobre 2015  | 22 dicembre 2016 |
| 4  | Épisode 4        | Puntata 4       | 22 ottobre 2015  | 22 dicembre 2016 |
| 5  | Épisode 5        | Puntata 5       | 29 ottobre 2015  | 29 dicembre 2016 |
| 6  | Épisode 6        | Puntata 6       | 29 ottobre 2015  | 29 dicembre 2016 |

## Personaggi e Interpreti

### Personaggi principali
- Alice Lambert: Alexandra Lamy
- Richard Millot: Pascal Elbé
- Louis Barthel: Lionel Abelanski
- Capitano Florence Romano: Charlotte des Georges:
- Commissario Cyril Tessier: Hippolyte Girardot
- Commissario Pistillo: Lionnel Astier

### Personaggi secondari
- Edouard Delaunay: Didier Flamand
- Edith Delaunay: Frédérique Tirmont
- Nadia Leroux: Samira Lachhab
- Thierry Vergne: Francis Renaud
- Marjorie "Lisa" Leroy: Fanny Valette
- Samuel "Sam" Armand: Sébastien Libessart
- Christine Lambert: Ariéle Semenoff
- Max Tardi: Geoffroy Thiebaut
- Stephane Bacard: Lorànt Deutsch
- Loraine Tansmore: Dana Delany:
- Abe Tansmore: Harlan Coben
- Paul Lambert: Jean-François Vlerick
- Sophie Barthel: Caroline Santini
- Ispettore Mallet: Yoli Fuller
- Claire Lambert: Marie-Julie Baup
- Laurent Delaunay: Benjamin Baroche:
- Pavel: Darko Bulatovic
- Katarina Vergne: Xenia Buravsky:
- Rose Levy: Leslie Medina
- Ferrand: Paul Velle